# Assa darlingtoni
Assa darlingtoni es una especie de anfibio anuro de la familia Myobatrachidae y única representante del género Assa.

## Distribución geográfica y hábitat
Es endémica de montanos del este de Australia.

## Estado de conservación
Se encuentra amenazada por la pérdida de su hábitat natural.